# 山岳仏教

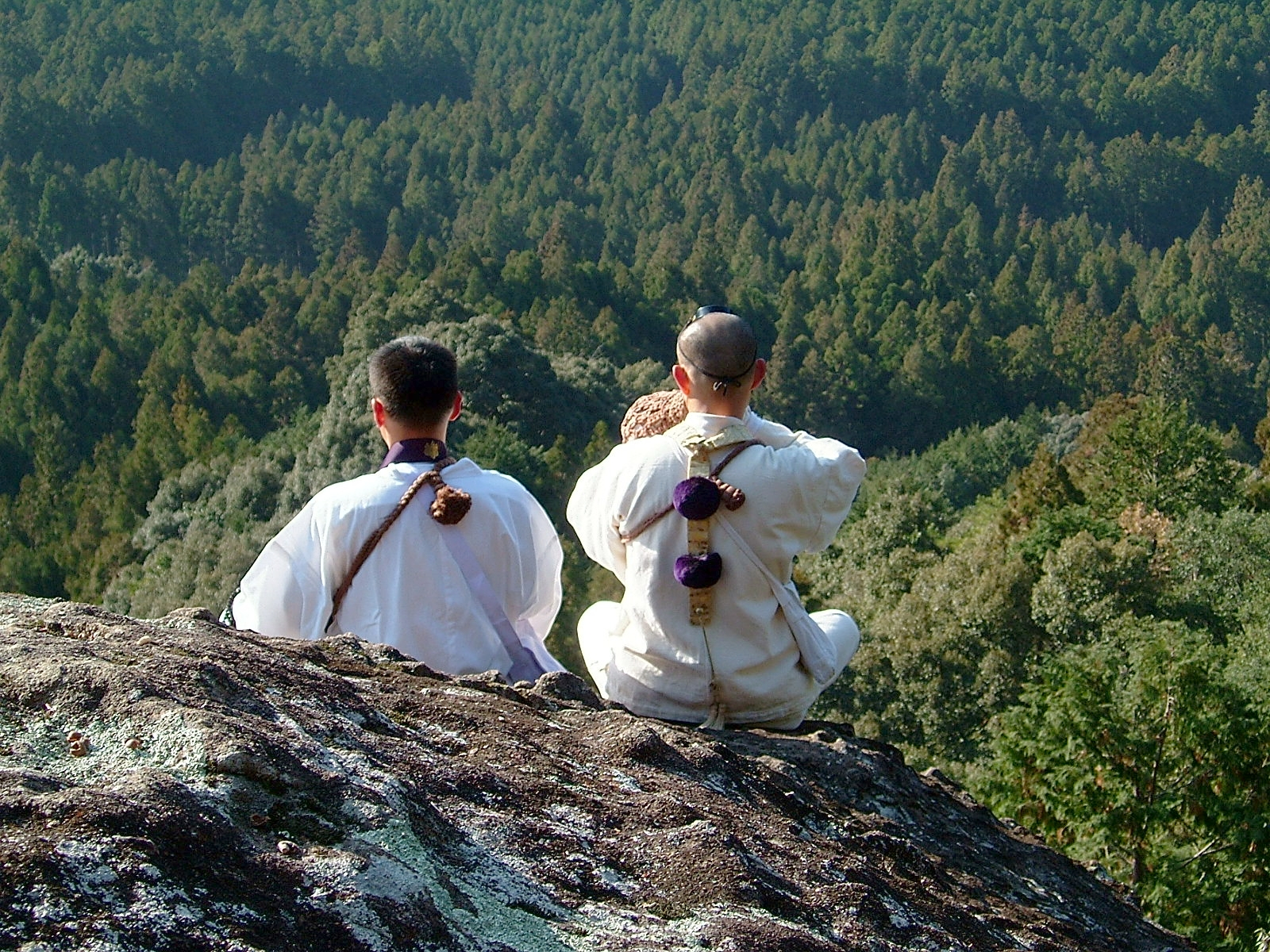
熊野の山岳で修行中の山伏

山岳仏教（さんがくぶっきょう）とは、日本において、平安時代に、仏教の一派である密教（天台宗・真言宗）において行われるようになった、山岳での修行を重視する仏教である。山岳仏教は、政治と結びつきの強くなった奈良仏教の世俗化などに反発するかたちで始まったが、やがて、日本古来の山岳信仰とも融合し、急速に発達していくこととなった。なお、「山岳仏教」を仏教とは異なる独自の宗教とするとき、修験道ともいう。

## 概要
日本に仏教が伝来したのは、欽明天皇の時代の538年であるとされるが、平安時代（794年 - 1192年）に唐で修行を積み、本場の山岳宗教に触れ帰国した最澄や空海によって天台宗・真言宗が起こされ、比叡山、高野山などが開山される。比叡山（延暦寺）は最澄によって788年（延暦7年）に、高野山（金剛峯寺）は空海により816年（弘仁7年）にそれぞれ開かれた。それまでの都市に寺院を構える仏教諸宗派が政治との結びつきを強めていたことへの批判的意味合いも含み、鎮護国家を標榜しながらも密教的色彩を強め、政治とは一定の距離を置いた。国土の大半が山林であり、古来より山岳信仰が行われていた日本には、こうした考えが受け入れやすい地盤があったといえる。世俗的な次元からも、貴族などが修行僧の持つ験力（行力）に現世利益・病魔退散を期待したことなども山岳仏教の発達を後押しすることになり、皇室など朝廷の庇護を受けて、急速に一般化の道を歩む。806年（延暦25年）には山岳仏教が都市仏教と並び正式に国家仏教の一つとなる。現世利益的色彩の強い、陰陽道の色彩を濃厚に含んだ密教修法や法然の説く浄土宗なども発達。さらに山岳修行に重点を置く修験道へとつながり、神仏習合思想が発生する。また、一方で平安時代には教団は巨大化、純一化が進んだ。

## 山岳仏教の対象の山
- 高野山
- 比叡山
- 大峰山
- 吉野山
- 大山
- 出羽三山
  - 羽黒山
  - 湯殿山
  - 月山
- 阿蘇山
- 冠岳
- 多紀連山
  - 小金ヶ嶽
  - 御嶽
  - 西ヶ嶽
- 剣山
- 石鎚山